# Schlacht bei den Pyramiden
Shubrakit – Pyramiden – Salihiyya – Abukir I – al-Arisch – Jaffa – Akkon – Berg Tabor – Abukir II – Heliopolis – Alexandria I – Kairo – Alexandria II
Die Schlacht bei den Pyramiden fand am 21. Juli 1798 im Rahmen Napoléons Ägyptenfeldzugs zwischen der französischen Orientarmee und den Streitkräften der Mamluken statt. Dabei wurde das Mamlukenheer unter Murad Bey Muhammad vernichtend geschlagen. Die Schlacht selbst fand mehrere Kilometer von den Pyramiden entfernt statt. Aus propagandistischen Gründen prägte Napoléon den Begriff Bataille des Pyramides („Schlacht bei den Pyramiden“).

## Vorgeschichte
Der Frieden von Campo Formio begünstigte Frankreich und ließ Großbritannien als einziges einflussreiches europäisches Land zurück, das sich noch im Krieg mit Frankreich befand. Frankreich versuchte, Großbritannien weiter zu schwächen, was dazu führte, dass französische Kaufleute in Ägypten wegen der Unterdrückung durch die örtlichen Herrscher um Intervention baten. Frankreich beschloss, in Ägypten zu intervenieren um die Autorität des osmanischen Sultans wiederherzustellen und um die Ägypter von der Herrschaft der Mamluken zu befreien. Napoleon glaubte, dass die Einnahme Ägyptens den britischen Handel mit Indien stören und Großbritannien zu Zugeständnissen zwingen würde. Im März 1798 wurde durch das Direktorium der offizielle Beschluss gefasst, die Expedition nach Ägypten zu starten. Gleichzeitig wurde Bonaparte zum Oberbefehlshaber der Armée d'Orient ernannt. Am 19. Mai stach die französische Invasionsflotte in See. Nach einer sechswöchigen Überfahrt erreichte die Armée d'Orient am 1. Juli die ägyptische Küste und begann mit der Landung einige Kilometer westlich von Alexandria.

## Auftakt
Nach einem kurzen Gefecht am 2. Juli waren die Mamelucken besiegt und Alexandria in französischer Hand. Nachdem bis zum 3. Juli sämtliche Truppen an Land waren, traf Napoleon die erforderlichen Vorbereitungen, um das Delta zu verlassen und Kairo, die Hauptstadt Ägyptens, einzunehmen. Eine Flottille, beladen mit Proviant, Kanonen, Munition und Ausrüstung, sollte entlang der Küste bis zur Mündung des Nils bei Rosetta fahren, den Nil anlaufen und ab Rahmaniyyah der Armee flussaufwärts folgen. Um Kairo vor der Nilschwemme zu erreichen, befahl Napoleon, die 72 km bis nach Rahmaniyah durch die Wüste zu marschieren. Als die Franzosen am 6. Juli nach Kairo aufbrachen, waren die Soldaten noch immer mit dicken Wolluniformen ausgestattet und auch ihre Tornister waren mit Ausnahme von Wasserflaschen mit Ausrüstung vollgepackt. Ein Großteil der Truppen litt unter Ruhr oder Augenentzündung, während einige von ihnen angesichts der ausweglosen Lage Selbstmord begingen. Zudem stellte sich heraus, dass die auf den Karten eingezeichneten Dörfer zumeist verlassen waren und die Brunnen von feindlichen Beduinen zugeschüttet worden waren.

### Shubra Khit
Am 13. Juli hatte die französische Flottille Shubra Khit erreicht. Dort wurde sie von den Mameluken unter Mourad Bey sowohl vom Ufer als auch auf dem Nil von den Djerms (leichte ägyptische Schiffe) aus angegriffen. Die Lage verbesserte sich jedoch, als Bonaparte Feldartillerie zur Unterstützung der Flottille anforderte und um zwölf Uhr ein Zufallstreffer das muslimische Flaggschiff in die Luft sprengte. An Land hatten sich die Franzosen inzwischen zu Karrees formiert, worauf sich die Mameluken zurückzogen.

### Kairo
Am 20. Juli war die französische Armee bis Umm Dinar, 29 km nördlich von Kairo, vorgedrungen. Beobachter berichteten, dass sich eine ägyptische Streitmacht unter Murad Bey am Westufer des Nils bei Embabeh versammelt hatte. Weitere ägyptische Truppen unter Ibrahim Bey befanden sich am Ostufer des Nils. Insgesamt standen Murad 10.000 Mamluken-Reiter 24.000 bewaffnete Fellachen und einige 1000 Janitscharen und Sipahi zur Verfügung.
Die Französische Armee, die über Nacht marschiert war, traf bei Tagesanbruch auf den Feind. Napoleon soll daraufhin die folgende berühmt gewordene kurze Ansprache gehalten haben:

Soldats ! Vous êtes venus dans ces contrées pour les arracher à la barbarie, porter la civilisation dans l'Orient, et soustraire cette belle partie du monde au joug de l'Angleterre. Nous allons combattre. Songez que du haut de ces monuments quarante siècles vous contemplent.

„Soldaten! Ihr seid in diesen Landstrich gekommen, um ihn der Barbarei zu entreißen, die Zivilisation in das Morgenland zu bringen und diesen schönen Teil der Welt dem Joch Englands zu entreißen. Wir werden kämpfen. Denkt daran, dass von diesen Monumenten 40 Jahrhunderte auf euch herabblicken.“

## Die Schlacht
Die französische Armee bestand aus fünf Divisionen. Desaix und Reynier befehligten den aus zwei Divisionen bestehenden rechten Flügel, Menou und Bon die aus ebenfalls zwei Divisionen bestehende linke Seite. Napoleon selbst befand sich im Zentrum mit der Division Kléber, die von Dugua befehligt wurde, da General Kléber selbst in Alexandria verwundet worden war. Bonaparte ließ dabei die Divisionen in Karreeform zu sechs Reihen Stellung beziehen. Sein Befehl soll gelautet haben: „Esel und Gelehrte in die Mitte!“. Napoleon befahl Desaix, sich außerhalb der Reichweite der türkischen Kanonen zu begeben und danach die Mamluken anzugreifen. Gleichzeitig sollte Bon auf seiner Seite im Frontalangriff das befestigte Dorf einnehmen, um so die Mamlukenreiter von ihrem Lager und den dort befindlichen Fußtruppen abzuschneiden. Murad Bey erkannte diese Absicht und befahl seinen Reitern, die vorrückenden französischen Kolonnen anzugreifen.

Er ließ zweitausend Mameluken zurück, um Embabeh zu verteidigen, und stürzte sich dann mit dem Rest auf die beiden Karrees auf der rechten Seite. Die Franzosen warteten und eröffneten aus nächster Nähe das Feuer. Zunächst gestopt gelang es den Mameluken eine Bresche zu schlagen, so dass dreißig oder vierzig von ihnen bis in die Mitte des Karrees vordringen konnten, wo sie getötet wurden. Als Nächstes wandten sie sich dem Karree von Regnier zu. Auch von dort wurden sie durch schweren Beschuss abgewiesen. Nachdem Duguas drohte, sie einzukesseln, brach Panik aus. Ein Teil der Mameluken flüchtete in Richtung der Pyramiden, ein anderer unter dem Feuer Duguas in Richtung Embabeh. In der Zwischenzeit bereiteten sich Vial und Bon, gedeckt von den Kanonen der französischen Flottille, die vom Nil aus feuerte, auf die Erstürmung der Befestigungen von Embabeh vor.

Bons Division setzte sich unter dem Beschuss feindlicher Artillerie in mehreren Angriffskolonnen in Bewegung. Innerhalb weniger Minuten stürmten Bons Männer in das Dorf. Gleichzeitig rückte Marmont mit einer Halbbrigade vor, um einen Graben hinter dem Dorf einzunehmen. Die Mameluken, denen der Rückzug abgeschnitten war, wandten sich verzweifelt dem Nil zu und versuchten, hinüberzuschwimmen, um sich Ibrahims wachen Scharen anzuschließen. Mindestens 1.000 von ihnen ertranken, 600 weitere wurden niedergeschossen. Um 16:30 Uhr war die Schlacht vorbei, und Murad Bey und seine 3.000 überlebenden Kavalleristen flohen in Richtung Gizeh und Mittelägypten.

## Folgen
Die Franzosen hatten mit etwa 30 Toten und circa 300 Verwundeten nur leichte Verluste, während auf der Gegenseite fast 5000 Soldaten getötet oder verwundet wurden. Die Schlacht öffnete Napoleon und seinen Truppen den Weg nach Kairo, wo er am 24. Juli 1798 einzog. Zugleich markierte sie das Ende von rund 700 Jahren türkischer Herrschaft in Ägypten. Die Pläne Napoleons, den Nahen Osten unter seine Kontrolle zu bringen, wurden jedoch bereits zehn Tage später durch Nelsons Sieg bei Abukir über die französische Flotte zunichtegemacht.